# 西溪乡 (龙岩市)
西溪乡，是中华人民共和国福建省龙岩市永定区下辖的一个乡镇级行政单位。

## 地理
西溪乡南与凤城街道，西与金砂乡，东与城郊镇，北与合溪乡、湖雷镇接壤。全乡以丘陵地貌为主，西溪河贯穿全乡。最高峰马石山，海拔1108米。

## 交通
S10莆永高速公路经过在礼田村设有永定北（西溪）出口，永杭公路经过西溪乡南端，乡道贯穿全乡，每个自然村都通有水泥公路，村道宽3.5米或4.5米。有公路连接肖地村与湖雷镇的玉文村、杉树下。

## 历史
为著名革命老区。闽粤赣边区党委、医院、兵工厂曾设在芹菜洋村的嘭隆窠。

## 教育
全乡曾经几乎村村有小学，并有西溪中学。近年由于人口外流，只有设在礼田村的西溪中心小学保持运作。另有多家私立幼儿园。

## 人口
- 本地居民

西溪乡为永定区人口最少的乡镇，官方统计数据为3000余人，但据估计实际数量仅为2000余人。部分偏远乡村由于人口外流只剩几十名老人居住。近年由于北环路的开通以及永定县城的扩建，南部礼田等村庄人口开始回升。
- 移民

新中国建立后曾有过两次移民潮。一次是在知识青年上山下乡时期，大量厦门等地的知青来到西溪农场劳作，后大多返回原籍。第二次移民潮是在九十年代末零零年代初，由于棉花滩水库的建设，政府将硕杰村、抚全村全村村民移民到西溪乡南部，并建设新村。这些新移民大多与本地居民相处融洽，但有时会在土地归属以及打猎、采菇和榛子采集方面产生冲突。

## 行政区划
西溪乡下辖以下地区：
富家村、礼田村、罗坑村、四联村、肖地村、硕杰村和抚全村。